# Atrypanius punctatellus
Atrypanius punctatellus är en skalbaggsart som först beskrevs av Bates 1872. Atrypanius punctatellus ingår i släktet Atrypanius och familjen långhorningar.
Artens utbredningsområde är:
- Costa Rica.
- Nicaragua.
- Panama.

Inga underarter finns listade.